# Baou de Quatre Ouro
Le baou de Quatre Ouro, ou baou de Quatre Oures, baou des Quatre Oures, baou des Quatre Ouros ou encore baou des Quatre Aures est un des Monts toulonnais. Il culmine à 576 m d'altitude, au sud du mont Caume, à l'ouest du mont Faron et à l'est du Croupatier. Au sommet se trouvent les vestiges d'un fort du XVIIIe siècle détruit par les Anglais en 1793 et une croix en bois.

## Toponymie
Le Dictionnaire provençal-français embrassant les divers dialectes de la langue d'oc moderne, aussi intitulé Lou Tresor dóu Felibrige (Frédéric Mistral, 1878) écrit « lou baus de Quatre-Ouro, rocher qui sert d'horloge aux cultivateurs d'Évenos et de Six-Fours (Var) », ce qui pourrait privilégier la traduction de « baou de Quatre Heures »,. Toutefois, ouro, òuro,, auro, oro sont également des orthographes pour le mot « vent », ce qui n'exclut pas la traduction de « baou des Quatre Vents ».
Le mot occitan provençal baus ou bau se prononce « baou » et désigne un « rocher escarpé dont le sommet est plat, falaise, promontoire, précipice ».

## Histoire
Des abris sous roche dans le vallon situé au pied du Baou de Quatre Ouro ont servi d'habitat humain[réf. souhaitée].

## Activités

### Escalade
Le site propose plus de 500 voies équipées pour l'escalade sportive et réparties sur 26 secteurs (en majorité des couennes, mais aussi des grandes voies jusqu’à 90 m) : Sousex / Chandelle / Etron / Marquisette / P. 74 / Ricochet / Paralyse / Central / Refuge / E.T. (Excursionnistes Toulonnais) / La grotte / Jardin / Pilier / Trois fadas / L'antenne / Petit socle est / Compète / Les irréductibles / Ummagumma / Téquila / Minarets / L'oubliée / Cayenne / Tropico / Le jardin japonais / Brasil.

### Protection environnementale
Le Baou est un site classé Natura 2000 par la Direction régionale de l'Environnement de Provence-Alpes-Côte d'Azur depuis le 20 mars 1992.